# Malón
Malón – gmina w Hiszpanii, w prowincji Saragossa, w Aragonii, o powierzchni 5,66 km². W 2011 roku gmina liczyła 376 mieszkańców.